# Mannschaftskader der División de Honor (Schach) 1995
Die Liste der Mannschaftskader der División de Honor (Schach) 1995 enthält alle Spieler, die in der spanischen División de Honor im Schach 1995 mindestens eine Partie spielten, mit ihren Einzelergebnissen.

## Allgemeines
Während vier Vereine mit je fünf eingesetzten Spielern auskamen, spielten bei EM El Olivar Zaragoza acht Spieler mindestens eine Partie. Insgesamt kamen 58 Spieler zum Einsatz, von denen 23 an allen Wettkämpfen teilnahmen.
Punktbester Spieler war Ángel Martín González (CE Vulcà Barcelona) mit 7,5 Punkten aus 9 Partien, je 6 Punkte aus 9 Partien erreichten José García Padrón (CA La Caja de Canarias), Francisco Javier Ochoa de Echagüen (UGA Barcelona) und Orestes Rodríguez Vargas (CE Vulcà Barcelona). Mit Josep Oms Pallisé, José Antonio Lacasa Díaz (beide UGA Barcelona), Ernesto Palacios de la Prida (EM El Olivar Zaragoza) und Domenech Casas Douton (CE Vulcà Barcelona) erreichten vier Spieler 100 %, von diesen spielten Oms Pallise und Lacasa Díaz je drei Partien, Palacios de la Prida und Casas Douton je eine.

## Legende
Die nachstehenden Tabellen enthalten folgende Informationen:
- Nr.: Ranglistennummer
- Titel: FIDE-Titel; GM = Großmeister, IM = Internationaler Meister, FM = FIDE-Meister
- Land: Verbandszugehörigkeit gemäß Elo-Liste von Juli 1995; ARG = Argentinien, CHI = Chile, ENG = England, ESP = Spanien, GEO = Georgien, GER = Deutschland, ROM = Rumänien, RUS = Russland, SWE = Schweden
- Elo: Elo-Zahl in der Elo-Liste von Juli 1995
- G: Anzahl Gewinnpartien
- R: Anzahl Remispartien
- V: Anzahl Verlustpartien
- Pkt.: Anzahl der erreichten Punkte
- Partien: Anzahl der gespielten Partien

## CE Vulcà Barcelona
| Nr. | Titel | Name                     | Land | Elo  | G | R | V | Pkt. | Partien |
| --- | ----- | ------------------------ | ---- | ---- | - | - | - | ---- | ------- |
| 1   | GM    | Pia Cramling             | SWE  | 2520 | 2 | 5 | 1 | 4,5  | 8       |
| 2   | GM    | Orestes Rodríguez Vargas | ESP  | 2445 | 4 | 4 | 1 | 6    | 9       |
| 3   | GM    | Juan Manuel Bellón López | ESP  | 2480 | 5 | 1 | 1 | 5,5  | 7       |
| 4   | IM    | Ángel Martín González    | ESP  | 2440 | 6 | 3 | 0 | 7,5  | 9       |
| 5   | IM    | Antonio Medina García    | ESP  | 2365 | 0 | 1 | 0 | 0,5  | 1       |
| 6   |       | Domenech Casas Douton    | ESP  | 2180 | 1 | 0 | 0 | 1    | 1       |

## UGA Barcelona
| Nr. | Titel | Name                               | Land | Elo  | G | R | V | Pkt. | Partien |
| --- | ----- | ---------------------------------- | ---- | ---- | - | - | - | ---- | ------- |
| 1   | GM    | Miguel Illescas Córdoba            | ESP  | 2595 | 4 | 3 | 2 | 5,5  | 9       |
| 2   | GM    | Jordi Magem Badals                 | ESP  | 2520 | 5 | 1 | 3 | 5,5  | 9       |
| 3   | IM    | Francisco Javier Ochoa de Echagüen | ESP  | 2430 | 5 | 2 | 2 | 6    | 9       |
| 4   | FM    | Michael Rahal                      | ENG  | 2330 | 2 | 0 | 1 | 2    | 3       |
| 5   | FM    | Josep Oms Pallisé                  | ESP  | 2350 | 3 | 0 | 0 | 3    | 3       |
| 6   |       | José Antonio Lacasa Díaz           | ESP  | 2350 | 3 | 0 | 0 | 3    | 3       |

## RC Labradores Sevilla
| Nr. | Titel | Name                           | Land | Elo  | G | R | V | Pkt. | Partien |
| --- | ----- | ------------------------------ | ---- | ---- | - | - | - | ---- | ------- |
| 1   | GM    | Daniel Cámpora                 | ARG  | 2525 | 3 | 5 | 1 | 5,5  | 9       |
| 2   | GM    | Félix Izeta Txabarri           | ESP  | 2515 | 4 | 3 | 2 | 5,5  | 9       |
| 3   | IM    | Juan Carlos Rodríguez Talavera | ESP  | 2420 | 3 | 4 | 1 | 5    | 8       |
| 4   | FM    | Fernando Vega Holm             | ESP  | 2335 | 4 | 1 | 1 | 4,5  | 6       |
| 5   |       | Juan Carlos Sánchez Jiménez    | ESP  | 2270 | 1 | 1 | 2 | 1,5  | 4       |

## CA La Caja de Canarias
| Nr. | Titel | Name                          | Land | Elo  | G | R | V | Pkt. | Partien |
| --- | ----- | ----------------------------- | ---- | ---- | - | - | - | ---- | ------- |
| 1   | GM    | Anatoli Karpow                | RUS  | 2765 | 0 | 3 | 0 | 1,5  | 3       |
| 2   | GM    | Iván Morovic                  | CHI  | 2575 | 2 | 4 | 0 | 4    | 6       |
| 3   | IM    | José García Padrón            | ESP  | 2410 | 5 | 2 | 2 | 6    | 9       |
| 4   | FM    | Ernesto Solana Suárez         | ESP  | 2385 | 2 | 2 | 5 | 3    | 9       |
| 5   | FM    | Augusto Menvielle Lacourrelle | ESP  | 2285 | 4 | 1 | 3 | 4,5  | 8       |

## CE Santa Margarita
| Nr. | Titel | Name                      | Land | Elo  | G | R | V | Pkt. | Partien |
| --- | ----- | ------------------------- | ---- | ---- | - | - | - | ---- | ------- |
| 1   | GM    | Mihai Șubă                | ROM  | 2475 | 1 | 7 | 1 | 4,5  | 9       |
| 2   | GM    | Alfonso Romero Holmes     | ESP  | 2455 | 2 | 4 | 3 | 4    | 9       |
| 3   | FM    | Antonio Gamundí Salamanca | ESP  | 2375 | 2 | 6 | 1 | 5    | 9       |
| 4   |       | Juan Ramón Galiani Salom  | ESP  | 2225 | 1 | 1 | 0 | 1,5  | 2       |
| 5   |       | Juan Gaya Yodra           | ESP  |      | 3 | 1 | 3 | 3,5  | 7       |

## EM El Olivar Zaragoza
| Nr. | Titel | Name                         | Land | Elo  | G | R | V | Pkt. | Partien |
| --- | ----- | ---------------------------- | ---- | ---- | - | - | - | ---- | ------- |
| 1   | GM    | Giorgi Giorgadse             | GEO  | 2590 | 3 | 4 | 2 | 5    | 9       |
| 2   | IM    | Javier Gil Capapé            | ESP  | 2425 | 4 | 3 | 2 | 5,5  | 9       |
| 3   |       | Cristóbal Ramo Frontiñán     | ESP  | 2385 | 1 | 5 | 0 | 3,5  | 6       |
| 4   |       | Félix Fernández López        | ESP  | 2340 | 0 | 2 | 1 | 1    | 3       |
| 5   |       | Antonio Hernando García      | ESP  | 2295 | 1 | 2 | 2 | 2    | 5       |
| 6   | FM    | Ernesto Palacios de la Prida | ESP  | 2225 | 1 | 0 | 0 | 1    | 1       |
| 7   |       | Jesús María Cerrajería Ruiz  | ESP  |      | 1 | 0 | 1 | 1    | 2       |
| 8   |       | Ángel Sarto Ramos            | ESP  | 2170 | 0 | 0 | 1 | 0    | 1       |

## CA Villa de Teror
| Nr. | Titel | Name                         | Land | Elo  | G | R | V | Pkt. | Partien |
| --- | ----- | ---------------------------- | ---- | ---- | - | - | - | ---- | ------- |
| 1   | GM    | Jonathan Speelman            | ENG  | 2610 | 2 | 4 | 0 | 4    | 6       |
| 2   | GM    | Manuel Rivas Pastor          | ESP  | 2515 | 0 | 3 | 3 | 1,5  | 6       |
| 3   | IM    | Francisco Javier Sanz Alonso | ESP  | 2400 | 2 | 5 | 2 | 4,5  | 9       |
| 4   |       | Francisco López Colón        | ESP  |      | 1 | 3 | 5 | 2,5  | 9       |
| 5   |       | Pedro Pérez Rosales          | ESP  | 2285 | 0 | 2 | 1 | 1    | 3       |
| 6   |       | Luis García Caballero        | ESP  |      | 2 | 0 | 1 | 2    | 3       |

## CA Marcote Mondariz
| Nr. | Titel | Name                   | Land | Elo  | G | R | V | Pkt. | Partien |
| --- | ----- | ---------------------- | ---- | ---- | - | - | - | ---- | ------- |
| 1   | GM    | Zenón Franco Ocampos   | ESP  | 2490 | 2 | 6 | 1 | 5    | 9       |
| 2   | IM    | Pablo Glavina          | ARG  | 2400 | 0 | 2 | 7 | 1    | 9       |
| 3   | FM    | Sergio Estremera Paños | ESP  | 2350 | 4 | 3 | 1 | 5,5  | 8       |
| 4   | FM    | Francisco Vallejo Pons | ESP  | 2300 | 1 | 0 | 3 | 1    | 4       |
| 5   |       | Víctor Miguel Lago     | ESP  | 2275 | 1 | 0 | 1 | 1    | 2       |
| 6   | FM    | Rafael Rodríguez López | ESP  | 2300 | 0 | 1 | 1 | 0,5  | 2       |

## Oberena Pamplona S.d.A.
| Nr. | Titel | Name                             | Land | Elo  | G | R | V | Pkt. | Partien |
| --- | ----- | -------------------------------- | ---- | ---- | - | - | - | ---- | ------- |
| 1   | IM    | Jesús María de la Villa García   | ESP  | 2490 | 1 | 5 | 3 | 3,5  | 9       |
| 2   | IM    | Marcelino Sión Castro            | ESP  | 2390 | 1 | 7 | 1 | 4,5  | 9       |
| 3   |       | Heiko Unrath                     | GER  | 2320 | 1 | 1 | 4 | 1,5  | 6       |
| 4   |       | José María Celaya Tapiz          | ESP  |      | 0 | 0 | 3 | 0    | 3       |
| 5   |       | Ramón Ruiz de la Cuesta Belzunce | ESP  |      | 2 | 1 | 6 | 2,5  | 9       |

## CDE Hosteria de Cañete-Caymu Toledo
| Nr. | Titel | Name                          | Land | Elo  | G | R | V | Pkt. | Partien |
| --- | ----- | ----------------------------- | ---- | ---- | - | - | - | ---- | ------- |
| 1   |       | Pío Jesús García Gómez        | ESP  | 2290 | 0 | 2 | 7 | 1    | 9       |
| 2   |       | Herminio Herraiz Hidalgo      | ESP  | 2195 | 3 | 1 | 5 | 3,5  | 9       |
| 3   |       | Rafael Merino García          | ESP  |      | 0 | 3 | 3 | 1,5  | 6       |
| 4   |       | Jesús Alberto Alcázar Jiménez | ESP  |      | 0 | 0 | 6 | 0    | 6       |
| 5   |       | José Ponce Navalón            | ESP  | 2175 | 1 | 1 | 1 | 1,5  | 3       |
| 6   |       | Domingo Merino Mejuto         | ESP  | 2265 | 0 | 1 | 2 | 0,5  | 3       |